# Ciar

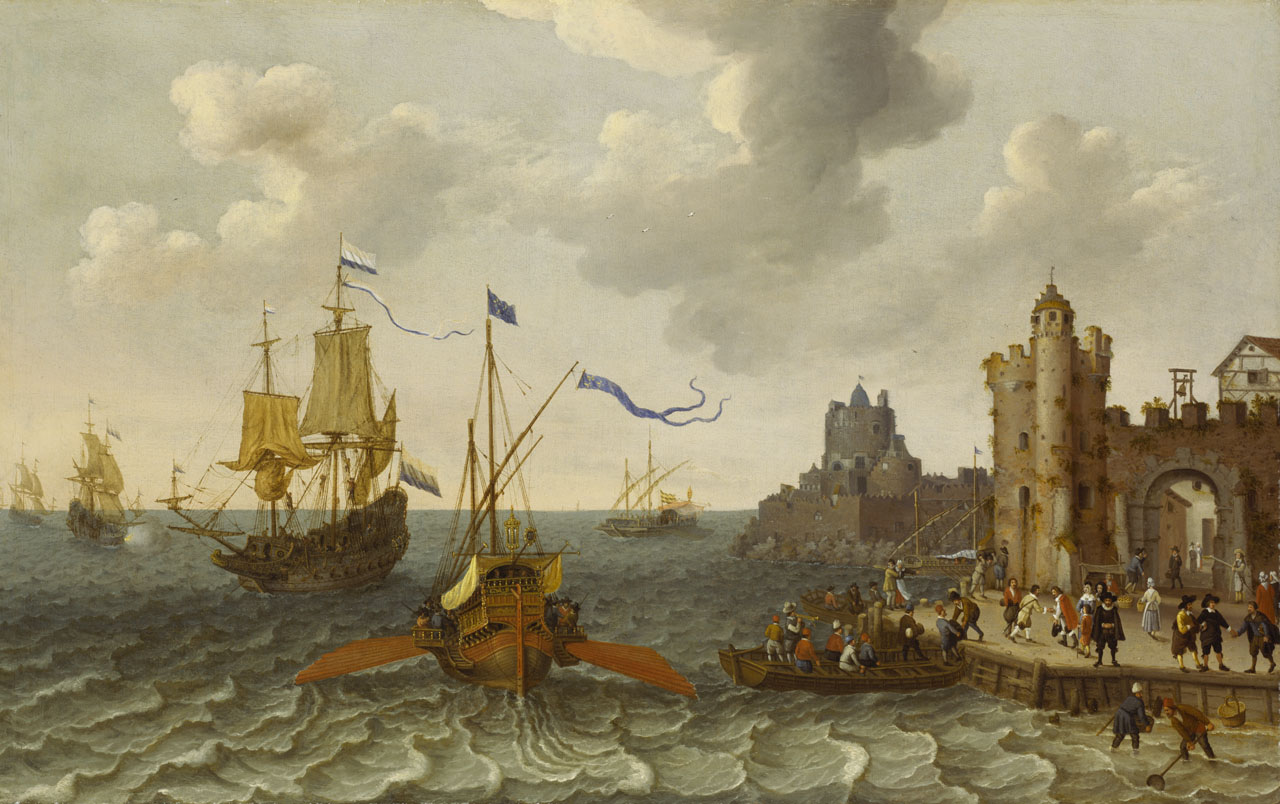
Galera en plena maniobra de ciar

En náutica, ciar es el hecho de navegar marcha atrás o en dirección a popa ya sea con los aparatos motor a propulsión o a remo, en sentido inverso al del funcionamiento habitual.
Así, en las naves con remos la operación consiste en desplazar el remo dentro del agua, en sentido de popa a proa, lo contrario de la boga normal. Cuando se ejecuta a la par con todos los remos de los que dispone la embarcación, se denomina ciar por todo o ciar en redondo; y al efectuarlo solo con los de una de las bandas se denomina ciar a babor o ciar a estribor  (Véase ciaboga).

## Etimología
Todo indica, pues, que ciya sea una palabra mozárabe equivalente al italiano "sio" o 'cío' y del bearn. siá 'tía' (del mismo origen que el cast. tio) Siaa y sion ya aparecen en textos jurídicos medievales de Bearne y de Bayona. Además las Leys d'Amor tolosanas del siglo XIII (Levy PSW. VII 653) dicen que era monosílabo —sia per amda {< AMITA ‘tía"}— sin especificar que sea voz gascona (como suele hacerlo cuando lo es): quizá se empleó también en el Languedoc occidental. Recordemos que el verbo que nos interesa es extraño al árabe (pues el magrebf liar, como ya muestra perentoriamente su -r, es un hispanismo reciente) y si hubiese existido en muzárabe una equivalencia del cast. ciar, port. cear, cat. ciar, tendría que tener forzosamente según la fonética mozárabe, y no i-.— ’ Otro testimonio italiano de siara, 1358. Jal trata de nuestro vocablo en los artículos scia, su, nart, ría, declarándolo de origen desconocido.—1 En otro texto medieval anónimo no-m sei d’anar tiene d mismo sentido, pero creo que aqui la -i es la desinencia de la 1.* persona dd presente, y el infinitivo será star y no sciar, como insinúa Appel. Levy compara con Dclfinado siá «remuer, mouvoir* (Mistral)

## Hidrojet y motos de agua

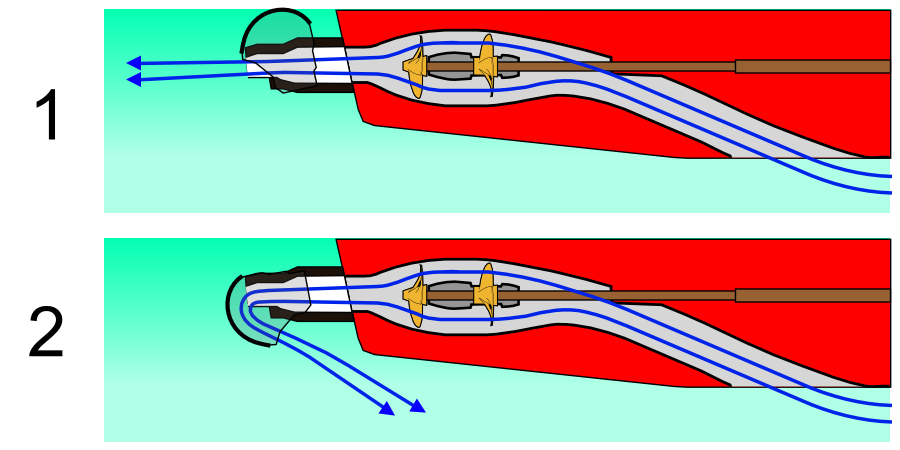
Esta imagen ilustra cómo funciona el deflector de marcha atrás. 1: empuje hacia adelante, deflector desactivado 2: Inversión de empuje, el deflector desvía el flujo de empuje hacia atrás

Los hidrojet emplean un deflector para hacer "ciar" a la embarcación, que se consigue con la inversión de la salida del agua y así, de una forma rápida, sin la necesidad de emplear engranajes inversores para ajustar el sentido de giro del motor. poder ir hacia atrás o frenar la embarcación si se está avanzando, ya que el deflector de marcha atrás, tal como se hacía antiguamente al "ciar" con los remos, también se utiliza para ayudar a disminuir el espacio recorrido hasta detenerse completamente sobre el agua. Esta característica es una de las principales razones que hacen tan maniobrables a los hidrojet.
Esto proporciona a las embarcaciones con propulsión hidrojet una mayor agilidad sobre el agua. Otra ventaja es que cuando se invierte la marcha, no se invierte el gobierno del timón, al contrario de lo que ocurre en las embarcaciones accionadas por hélice.
Los hidrojet sufren el efecto Coandă, esto se debe tener en cuenta cuando se hacen cambios de dirección, haciendo necesario ajustar unos grados más allá de lo que normalmente haría falta, por razón de este efecto.

## Buques de vapor
En los buques de vapor ciar es dar contravapor para que el propulsor gire en sentido contrario a como lo hace al ir el barco avante. Cuando el pasar de la marcha normal avante a la inversa de ciar no obedezca a un accidente de momento, como peligro de abordaje o choque, deben tomarse precauciones y no efectuar la maniobra bruscamente; por lo tanto, a la orden de ciar, dada al maquinista, deben anteceder las de moderar y parar.
A primera vista parece que los efectos del timón, al ciar el buque, deberían ser iguales y contrarios a los correspondientes a la marcha directa; pero no sucede así, pues la pala viene a hacer ciando el oficio de proa algo desimétrica, por lo que detrás de ella habrá un espacio de remolinos o aguas muertas; el efecto del timón es mucho menor en este caso que en el de la marcha directa, así se observa que los buques en términos generales, al ciar obedecen más que al timón al viento y el mar.
es a contra vapor.